# Шабани (станція метро)
Шабани (біл. Шабаны) — проєктована станція Автозаводської лінії Мінського метрополітену, яка буде обслуговувати мешканців мікрорайону «Шабани».

## Перспективи
2016 року скоректований генеральний план Мінська. Існувала раніше схема діаметральної лінії Мінського метрополітену, яка згодом перетворена на радіально-кільцеву, зарезервований коридор для будівництва ліній на період 25-30 років. Проектною схемою поетапного розвитку передбачається продовжити Автозаводську лінію до станції «Шабани» після 2043 року.

## Розташування
Виходи зі станції будуть вести до Партизанського проспекту, вулиці Селицької та вулиці Ротмістрова.